# Feuerwehr Pforzheim
Die Aufgaben des abwehrenden Brandschutzes und der Hilfeleistung wird in Pforzheim von einer Berufsfeuerwehr und acht Freiwillige Feuerwehren sichergestellt.

## Geschichte
Die Feuerwehr Pforzheim wurde am 7. Juni 1858 gegründet, der erste Kommandant war Adolf Kiehnle.
Durch die Eingemeindung der umliegenden Gemeinden wurde nicht nur die Stadt größer, sondern auch die Feuerwehr. Im Jahr 1905 wurde die 1871 gegründete Freiwillige Feuerwehr Brötzingen eine Abteilung der Freiwilligen Feuerwehr Pforzheim. 100 Jahre nach der Übernahme in die Freiwillige Feuerwehr Pforzheim wurde die Abteilung Brötzingen mit der Abteilung Weststadt zu einer neuen Abteilung Brötzingen/Weststadt zusammengelegt. Im Jahr 1913 wurde die Feuerwehr des Ortes Dillweißenstein, gegründet 1880, eine weitere Abteilung der Freiwilligen Feuerwehr Pforzheim. Bis 1975 war die Feuerwehr der Stadt eine Freiwillige Feuerwehr (FF). Zeitweise gab es jedoch ab den 1950er Jahren hauptamtliche Kräfte. Aufgrund der Eingemeindungen infolge der Kreisreform wuchs die Stadt Pforzheim über 100.000 Einwohner, was nach dem Feuerwehrgesetz des Landes Baden-Württemberg die Einrichtung einer Abteilung Berufsfeuerwehr (BF) nötig machte. In den Jahren nach 1970 wuchs die Freiwillige Feuerwehr um weitere Abteilungen aufgrund weiterer Eingemeindungen von Ortschaften weiter an. So kamen 1971 die Freiwillige Feuerwehr Würm, 1973 die Freiwillige Feuerwehr Hohenwart, 1974 die Freiwilligen Feuerwehren Büchenbronn und Huchenfeld sowie 1975 die Freiwillige Feuerwehr Eutingen als neue Abteilungen dazu.

## Organisation
Die Feuerwehr ist als Fachamt 37 der Stadt Pforzheim im Dezernat IV angesiedelt. Die Berufsfeuerwehr verfügt über 98 Beamte des feuerwehrtechnischen Dienstes. Weiterhin gehören dem Fachamt Feuerwehr noch 12 zivile Mitarbeiter (Katastrophenschutz, technischer Dienst und Verwaltung) an. Die Abteilungen der Freiwilligen Feuerwehr verfügen über ca. 330 ehrenamtliche Kräfte in acht Abteilungen.
Die Hauptfeuerwache befindet sich an der Enz in der Habermehlstraße 77 (neben dem Messplatz). Das Gebäude der Hauptfeuerwache ist durch den circa 25 Meter hohen Übungsturm (ehemaliger Trockenturm für die Schläuche) nicht zu übersehen.
Leiter der Feuerwehr ist der Amtsleiter und Feuerwehrkommandant Leitender Branddirektor Sebastian Fischer. Stellvertretende Kommandanten sind der stellvertretende Amtsleiter Branddirektor Guido Lobermann, die Oberbrandrätin Sonja Störzbach und der Leitende Hauptbrandmeister Thomas Kreutel (Freiwillige Feuerwehr). Die Jugendfeuerwehr ist Bestandteil der Freiwilligen Feuerwehr. Stadtjugendfeuerwehrwart ist Christian Vollmer.

## Sachgebiete und Abteilungen
Das Amt 37 – Feuerwehr- und Bevölkerungsschutz – ist für die Produktgruppen 1260 (Brandschutz) und 1280 (Katastrophenschutz) des Neuen kommunalen Haushaltsrechts zuständig. Intern ist das Amt in drei Abteilungen mit sieben Sachgebieten gegliedert:

### Abteilung 37/01
Die Abteilung ist für die allgemeine Verwaltung mit allen Personal- und Haushaltsangelegenheiten inklusive der Kosten- und Leistungsrechnung zuständig.

### Abteilung 37/1 Einsatzdienst

#### Sachgebiet 37/11 Gefahrenabwehr
Das Sachgebiet ist im Wesentlichen für den Dienstbetrieb der Wachabteilungen und Freiwilligen Abteilungen, das Erstellen von Standardeinsatzregeln und das Controlling zuständig.

#### Sachgebiet 37/12 Aus- und Fortbildung
Neben der Aus- und Fortbildung eigener Kräfte gehört auch die psychosoziale Unterstützung und Psychosoziale Notfallversorgung von Feuerwehrangehörigen sowie die Mediengestaltung zum Aufgabengebiet dieses Sachgebietes. Weiterhin ist die Feuerwehr Pforzheim anerkannte Erste-Hilfe- und Atemschutzausbildungsstelle.

#### Sachgebiet 37/13 IuK, Energietechnik
Deren Aufgaben sind Beschaffungen, Unterhaltung und Entwicklungen in den Bereichen Informations- und Kommunikationstechnik sowie Elektrotechnik und Energieversorgung für die Feuerwehr.

#### Sachgebiet 37/14 Integrierte Leitstelle
Die Integrierte Leitstelle Pforzheim-Enzkreis wird gemeinsam mit dem DRK-Kreisverband und dem Landratsamt Enzkreis betrieben.

### Abteilung 2 Zentrale Dienste

#### Sachgebiet 37/21 Vorbeugende Gefahrenabwehr
Hier werden Fachgutachten im Bereich Brandschutz erstellt, Fachberatung und Baubegleitung für Sonderobjekte durchgeführt. Mit dem Baurechtsamt zusammen finden Brandverhütungsschauen statt. Weiterhin werden hier die Brandmeldeanlagen, Gefahrenmelde-, Lösch- und Entrauchungsanlagen planerisch betreut.
Daneben werden durch dieses Sachgebiet Brandschutzerziehung für Kinder und Schüler sowie Brandschutzunterweisungen für Betriebe und Unternehmungen angeboten und durchgeführt.

#### Sachgebiet 37/22 Technik/Gebäude
Das Sachgebiet ist für die Beschaffung, Wartung, Instandsetzung und der Prüfung der feuerwehrtechnischen Ausstattung der Fahrzeuge und deren selbst, der Schutzbekleidung sowie deren Reinigung im eigenen Waschcenter, der Hygiene und Arbeitssicherheit und der Gebäudeunterhaltung zuständig.

#### Sachgebiet 37/23 Katastrophenschutz/Einsatzvorbereitung
Aufgabe des Sachgebiets ist unter anderem der Zivil- und Bevölkerungsschutz, das Ressourcen- und Personalmanagement des Katastrophenschutzes und die Erstellung von Sondereinsatzplänen und Feuerwehrplänen.

## Berufsfeuerwehr
Die Berufsfeuerwehr gliedert sich in die Wachabteilungen A, B und C.

### Wachabteilung A
Schichteinsatzdienst mit drei Schichtgruppen (A10/A20/A30) mit je 19 Mann. Darunter befinden sich ein Wachabteilungsführer, ein Stellvertreter und 17 Mann Universaleinsatzfunktionen, wovon fünf zusätzlich als Disponenten der Integrierten Leitstelle eingesetzt werden. In ihrer alarmfreien Zeit arbeiten diese Beamten in den Werkstätten der Hauptfeuerwache, meist im Bereich ihres erlernten Berufes. Sie versehen ihren Dienst nach einem 24-Stunden-Dienstplan (7:30 bis 7:30 Uhr) in einer 48-Stunden-Woche.

### Wachabteilung B
Hauptdisponenten/Lagedienstführer der Feuerwehrleitstelle. Diese verbringen ihren Dienst im Wechsel Tag (7:30 bis 18:30 Uhr) und Nacht (18:30 bis 7:30 Uhr). Pro Jahr fahren sie sechs Wochen auf dem Löschzug, Hilfeleistungszug oder Gefahrgutzug.

### Wachabteilung C
Die Wachabteilung C stellt den Tageseinsatzdienst.

#### Wachabteilung C10
Die Wachabteilung C10 stellt den A-Dienst (früher: Kommandant vom Dienst). Ein Beamter des höheren feuerwehrtechnischen Dienstes versieht dabei im wöchentlichen Wechsel 24 Stunden Rufbereitschaft von der Dienststelle bzw. nach Arbeitszeitende von zuhause und wird ab bestimmten Alarmstufen bzw. Stichworten alarmiert. Während ihrer Dienstzeit sind diese als Leiter des Fachamtes bzw. als Abteilungsleiter tätig.

#### Wachabteilung C20
Die Wachabteilung C20 ist die B-Dienst-Gruppe (früher: Einsatzleiter vom Dienst)-Gruppe. Dies sind Beamte des gehobenen feuerwehrtechnischen Dienstes. Je einer dieser Beamten versieht dabei seinen Dienst von 24 Stunden auf der Hauptfeuerwache und fährt als zunächst verantwortlicher Einsatzleiter zur Einsatzstelle. In der alarmfreien Zeit arbeiten sie als Sachgebietsleiter oder stellvertretende Sachgebietsleiter.

#### Wachabteilung C30
Die Wachabteilung C30 sind Beamte des Tageseinsatzdienstes und versehen als Sachbearbeiter oder Werkstattleiter ihren Dienst, um somit ihren zugeordneten Tätigkeiten Kontinuität zu geben. Sie sind Beamte des gehobenen und des mittleren feuerwehrtechnischen Dienstes. Durch den Tageseinsatzdienst werden von Montag bis Freitag in der Zeit von 7:30 bis 16:30 ein zweites Hilfeleistungslöschfahrzeug und bestimmte Sonderfunktionen besetzt, da in dieser Zeit die Tagesverfügbarkeit der Freiwilligen Feuerwehr eingeschränkt ist.

## Integrierte Leitstelle
Die Stadt Pforzheim betreibt zusammen mit dem Enzkreis und dem Deutschen Roten Kreuz Kreisverband Pforzheim e. V. eine Integrierte Leitstelle für die Fachbereiche Feuerwehr, Katastrophenschutz und Rettungsdienst. Hier versehen rund um die Uhr zwei Beamte des mittleren feuerwehrtechnischen Dienstes und zwei Rettungsassistenten bzw. Notfallsanitäter des DRK ihren Dienst. Neben den einsatzbezogenen Tätigkeiten übernehmen sie dabei zu bestimmten Zeiten auch die Störungsmeldestelle der Stadtwerke. Im Juli 2010 wurde nach jahrzehntelanger Verhandlungen der Weg frei gemacht für die Schaffung einer, nach Gesetz geforderten, Integrierten Leitstelle. Diese hat im Oktober 2015 in einem Gebäude der Stadtwerke Pforzheim GmbH im Brötzinger Tal ihren Betrieb aufgenommen. Im Jahr 2021 wurde das Qualitätsmanagement der Integrierten Leitstelle als erste Integrierte Leitstelle in Baden-Württemberg nach ISO 9001 zertifiziert.

## Freiwillige Abteilungen
Neben der Abteilung Berufsfeuerwehr bestehen in den Stadtteilen und im Stadtzentrum noch 8 Abteilungen der Freiwilligen Feuerwehr. Ihnen steht ein aus der Mitte der Mannschaft gewählter Abteilungskommandant vor. Diese Abteilungen sind zunächst für ihren Löschbezirk zuständig und werden als Ergänzung zur Einheit der Berufsfeuerwehr tätig bzw. wickeln kleinere oder Duplizitätseinsätze auch eigenverantwortlich ab, so z. B. bei größeren Unwetterlagen. Die Alarmierung der freiwilligen Kräfte ist weiterhin von der Tages- und Uhrzeit abhängig. In der sogenannten Alarmzeit A (werktags 7:30 bis 16:30 Uhr) sind bei der Berufsfeuerwehr zwei Hilfeleistungslöschfahrzeuge besetzt; in der Alarmzeit B (16:30 bis 7:30 Uhr und Sonntage) wird das zweite Löschfahrzeug von der Freiwilligen Feuerwehr gestellt. Lediglich in den Stadtteilen Hohenwart, Huchenfeld und Bereichen von Eutingen wird zur Sicherstellung der Hilfsfrist die örtliche Abteilung der Freiwilligen Feuerwehr stets mitalarmiert. Daneben sind den Abteilungen noch Sonderaufgaben und Sonderfahrzeuge zugewiesen z. B. der Abteilung Dillweisenstein die Verpflegung/Logistik und Nachschub, der Abteilung Eutingen das Material für die Dekontamination von Personen und der Abteilung Brötzingen-Weststadt die zweite Drehleiter der Stadt.
Die Abteilungsnummern sind gleichzeitig auch Teil der Rufnamen der Fahrzeuge, Florian Pforzheim 3/46 ist also ein Löschgruppenfahrzeug der Abteilung Haidach. Diese Nummern entsprechen auch der Reihenfolge, wie die Abteilungen innerhalb der Stadt entstanden sind bzw. ehemals eigenständige Gemeindewehren nach Eingemeindung in die Feuerwehr eingegliedert wurden.

### 2 Brötzingen-Weststadt
Die Abteilung Brötzingen-Weststadt entstand im Jahr 2005 aus der Fusionierung der vormals eigenständigen Abteilungen Brötzingen (Abt. 1) und Weststadt (Abt. 2). Die Abteilung Brötzingen wurde 1871 gegründet und ging mit der Eingemeindung Brötzingens 1905 in die Freiwillige Feuerwehr Pforzheim über.
Die Abteilung ist zusammen mit der Berufsfeuerwehr in der Hauptfeuerwache untergebracht.
Die besonderen Einsatzbereiche der Abteilung sind die Gewerbegebiete auf der Wilferdinger Höhe, dem Brötzinger Tal und der Nordstadt. Auch Teile der Bundesautobahn 8 gehören zu den Einsatzbereichen.
Die Ausrüstung der Abteilung besteht aus 2 HLF 20, 2 MTF, GW-AS und DLK 23/12.

### 3 Haidach
Die Abteilung Haidach ist aus der ehemaligen Abteilung Oststadt hervorgegangen. Nach mehreren Umzügen benutzt die Abteilung seit 1999 das Feuerwehrhaus im Altgefäll.
Einsatzbereiche sind das Gewerbegebiet Altgefäll, sowie das Wohngebiet Haidach, welches aus zahlreichen Hochhäusern besteht. Zusätzlich kommen noch weitläufige Waldbereiche und Teile der Bundesautobahn 8 hinzu.
Die Ausrüstung besteht aus HLF 20/16, RW 1 und MTF.

### 4 Dillweißenstein
Diese Abteilung wurde im Jahr 1880 gegründet und wurde 1913 im Zuge der Eingemeindung Dillweißensteins in die Freiwillige Feuerwehr Pforzheim eingegliedert.
Sie ist im Feuerwehrhaus in Dillweißenstein untergebracht und beinhaltet auch das Logistikzentrum der Feuerwehr Pforzheim. Außerdem ist auch noch der Verpflegungszug hier untergebracht.
Die Ausrüstung besteht aus HLF 10, LF 20-KatS, 2 WLF, GW-T 18 t, GW-T 3,5 t und MTF, Gabelstapler, AB-Wasser, AB-Sonderlöschmittel, 2 AB-Pritsche, AB-MOGES, AB-Rüst, Feldküche.

### 5 Würm
Im Jahr 1938 wurde diese Abteilung gegründet und ging 1971 in die Feuerwehr Pforzheim über. Die Einsatzbereiche sind der Stadtteil Würm und weitläufige Waldgebiete.
Die Ausrüstung besteht aus HLF 10 und MTF.

### 6 Hohenwart
Im Jahr 1948 wurde diese Abteilung gegründet und ging 1973 in die Feuerwehr Pforzheim über. Die Einsatzbereiche sind der Stadtteil Hohenwart und weitläufige Waldgebiete. Eine Besonderheit dieser Abteilung ist, dass bei jeder Alarmierung die Freiwillige Feuerwehr mitalarmiert wird, da dieser Stadtteil weiter von der Hauptfeuerwache entfernt ist.
Die Ausrüstung besteht aus HLF 10, TLF 3000, TLF 8/18 und MTF.

### 7 Büchenbronn
Die Abteilung Büchenbronn wurde im Jahr 1906 gegründet und 1974 in die Freiwillige Feuerwehr Pforzheim eingebunden. Die Einsatzbereiche der Abteilung sind die Hochhaussiedlung Sonnenhof, der Ortsteil Büchenbronn sowie weitläufige Waldgebiete.
Die Ausrüstung besteht aus HLF 10, LF 8/6, TLF 8/18, GW-T und MTF.

### 8 Huchenfeld
Diese Abteilung wurde im Jahr 1868 gegründet und mit der Eingemeindung Huchenfelds 1974 in die Feuerwehr Pforzheim integriert.
Als besondere Einsatzbereiche gelten das Bundeswehrdepot in Huchenfeld sowie die Waldgebiete um den Stadtteil Huchenfeld.
Die Ausrüstung besteht aus HLF 10, TLF 3000, TLF 8/18 und MTF.

### 9 Eutingen
Im Jahr 1874 wurde diese Abteilung gegründet und 1975 in die Freiwillige Feuerwehr eingegliedert. Diese Abteilung beinhaltet die Gruppen für die Dekontamination von Personen. Außerdem ist sie noch für einen Abschnitt der Bundesautobahn 8 zuständig.
Um ein schnelles Eintreffen der Feuerwehr zu ermöglichen, wird auch diese Abteilung bei in einigen Gebieten des Stadtteils sofort mit alarmiert, da die Hauptfeuerwache zu weit entfernt ist.
Die Ausrüstung besteht aus HLF 20/16, TLF 24/50, DLK 23/12, GW-Wasserrettung, GW-Dekon P, MTF, Feuerwehrbus, Anhänger, Schaum-Wasser-Werfer und Hochwasserboot auf Anhänger.

### Musikzug
Der Musikzug der Feuerwehr Pforzheim besteht aus dem Spielmannszug Pforzheim (1886), Spielmannszug Eutingen (1919), Spielmannszug Büchenbronn (1906) und Big Band/Blasorchester in Kooperation mit dem Musikverein Dillweißenstein. Es sind 90 Mitglieder aktiv, davon 23 auch im Einsatzdienst.

### Jugendfeuerwehr
In den Jugendfeuerwehren aller Abteilungen gibt es derzeit 126 Mitglieder.
Nachstehend die Gründungsjahre der einzelnen Jugendfeuerwehren:
- Abt. 1 Brötzingen 1971 (2005 mit der Abt. 2 fusioniert)
- Abt. 2 Brötzingen-Weststadt 1971 (bis 2005 als Abt. Weststadt)
- Abt. 3 Haidach 1971
- Abt. 4 Dillweißenstein 1968
- Abt. 5 Würm 1972
- Abt. 6 Hohenwart 1973
- Abt. 7 Büchenbronn (nicht bekannt)
- Abt. 8 Huchenfeld 1973
- Abt. 9 Eutingen 1972

## Kommandanten
Nachstehend die bisherigen Kommandanten der Feuerwehr Pforzheim. Seit dem Amtsantritt von Wolfgang Haag im Jahr 1970 sind die Kommandanten hauptamtlich beschäftigt.
- 1858–1859 Adolf Kiehnle
- 1859–1896 Lois Franzmann
- 1896–1904 Albert Prestinari
- 1904–1914 Christian Kaeser
- 1914–1922 Carl Ruf
- 1922–1928 Hermann Ziegler
- 1928–1945 Gustav Forschner
- 1945–1957 Friedrich Eberle
- 1957–1970 Friedrich Scheerer
- 1970–1996 Wolfgang Haag[5]
- 1996–2013 Volker Velten[6][7]
- 1. Oktober 2013 bis 31. Januar 2014 vertretungsweise durch Ralph Zimmermann[8]
- seit dem 1. Februar 2014 Sebastian Fischer[9]

## Feuerwehrzeitung
Das Mitteilungsblatt des Stadtfeuerwehrverbandes Kübelspritz wurde im Jahr 2016 eingestellt.

## Fahrzeuge
Einsatzleitung

2 KdoW

3 ELW 1

1 ELW 2

5 Pkw

Hilfeleistungslöschfahrzeuge

6 HLF 20
5 HLF 10

Tanklöschfahrzeuge

2 TLF 3000

2 TLF 8/18

1 TLF 24/50-Pulver

Löschgruppenfahrzeuge

1 LF 8/6

1 LF 20-Kats

Hubrettung

3 DLA(K) 23/12

Rüst- und Gerätewagen

1 KEF

1 RW 1

1 GW-G (Gefahrgut)

5 GW-T (Transport)
1 GW-AS (Atem- und Strahlenschutz)

1 GW-Wasserrettung mit Hochwasserboot Typ2 auf Anhänger
sonstige Fahrzeuge

9 MTF

1 Feuerwehrbus (MTF)

1 CBRN-Erkundungswagen

1 Lkw Dekon-P

2 Gabelstapler

2 Wechselladerfahrzeuge

Abrollbehälter

1 AB-Rüst

1 AB-Notunterkunft für 250 Personen

1 AB-MOGES (mobiles Gefahrgutentsorgungssystem)

1 AB-Aufenthalt (Aufenthaltscontainer und 2 Baustellentoiletten)

1 AB-Wasser

2 AB-Pritsche

1 AB-Sonderlöschmittel

## Katastrophenschutz
Seit dem 1. Januar 2008 ist das Sachgebiet Katastrophenschutz dem Fachamt Feuerwehr zugeordnet. Hier wurde es mit dem bestehenden Sachgebiet Einsatzvorbereitung zum Sachgebiet 37/23 zusammengelegt und der Abteilung 37/2 zugeordnet. Zuvor war es Bestandteil des Amtes für öffentliche Ordnung der Stadt Pforzheim.

## Schutzbauten
In der Stadt gibt es keine Schutzbauten, die der Bevölkerung zur Verfügung stehen.